# Copa Mundial Femenina de Fútbol de 2015
La Copa Mundial Femenina de la FIFA Canadá 2015™ (en inglés: FIFA Women's World Cup Canada 2015™; en francés: Coupe du Monde Féminine de la FIFA, Canada 2015) fue la séptima edición de la Copa Mundial Femenina de Fútbol organizada por la FIFA. Esta versión del torneo se realizó en Canadá, del 6 de junio al 5 de julio de 2015. La disputaron, por primera vez, 24 selecciones nacionales. Como antecedente a este evento, el país organizó en el mes de agosto de 2014 la Copa Mundial Femenina de Fútbol Sub-20.
Para este torneo, 129 federaciones afiliadas a FIFA disputaron, a través de sus equipos representativos, el proceso clasificatorio (marcando un nuevo récord histórico de participantes) para determinar a los 23 clasificados al certamen, al cual Canadá se encontraba clasificado como país anfitrión. La ausencia más notable fue la de Corea del Norte, que no pudo participar siquiera de la fase de clasificación por encontrarse suspendida por la FIFA, a causa de los casos positivos en las pruebas de antidopaje realizadas durante el Mundial anterior. Por otro lado, el torneo marcó el debut de ocho equipos: Camerún, Costa de Marfil, Costa Rica, Ecuador, España, Países Bajos, Suiza y Tailandia, más que ninguna otra edición de la copa. A pesar del competitivo nivel mostrado por algunas de las mencionadas, las instancias finales contaron con la presencia de grandes potencias: de las cuatro semifinalistas, tres habían obtenido al menos una vez un campeonato del mundo. Tal como había ocurrido cuatro años antes, la final volvió a enfrentar a Estados Unidos y Japón. En esta oportunidad, el conjunto norteamericano se llevó la victoria con un categórico 5-2, y logró su tercera consagración en el certamen. El tercer lugar fue para Inglaterra, que ingresó a un podio mundialista por primera vez en su historia.
Durante el desarrollo del torneo, se rompieron récords de audiencia y de estadística. Con más de 1 300 000 asistentes a los estadios, es el Mundial femenino con más espectadores de la historia. Asimismo, se convirtieron 146 goles, la mayor cantidad en una fase final (la edición posterior igualaría el récord). Por otro lado, la futbolista brasileña Marta alcanzó, en el partido debut de su selección ante Corea del Sur, los 15 goles en Copas Mundiales, y se transformó en la máxima artillera en la historia de la competición, mientras que su compatriota Formiga y la japonesa Homare Sawa disputaron, cada una, su sexto Mundial.
En lo tecnológico, el torneo contó por primera vez con la implementación del sistema de detección automática de goles, que había sido utilizado un año antes en la Copa Mundial de Brasil 2014, con la finalidad de determinar si el balón cruzó o no la línea de gol en situaciones dudosas.

## Elección del país anfitrión
La organización de la Copa Mundial Femenina de Fútbol incluye también los derechos de organización de la Copa Mundial Femenina de Fútbol Sub-20 del año anterior, similar a lo que ocurre con la Copa Mundial masculina, en la que el país anfitrión obtiene el derecho de organizar la Copa Confederaciones en el año previo. Las candidaturas para acoger el torneo se presentaron en diciembre de 2010.
- Canadá
- Zimbabue

Zimbabue se retiró el 1 de marzo de 2011. Entre otras razones, la nación africana reconoció que su infraestructura era extremadamente limitada como para ser sede de un evento de tal magnitud. Para colmo, la federación del país estaba por entonces bajo la mira de la FIFA, luego de que varios de sus futbolistas reconocieran haber estado involucrados en arreglos de partidos.
La Asociación canadiense quedó como la única candidata, y la FIFA le concedió los derechos de organización el 3 de marzo de 2011.

## Organización

### Comité Organizador
La Asociación Canadiense de Fútbol (CSA, por sus siglas en inglés) anunció el 6 de diciembre de 2012 la creación del Comité Organizador Nacional para la Copa Mundial Femenina de la FIFA de Canadá 2015™ (en inglés: National Organising Committee for the FIFA Women's World Cup Canada 2015™). La delegación estuvo encabezada por Victor Montagliani (presidente de la CSA) y contó con la colaboración de Steven Reed, Peter Montopoli (respectivamente, vicepresidente y Secretario General de la CSA), Doug Redmond, Walter Sieber y la exfutbolista Janine Helland. El mismo día, quedaron establecidos oficialmente los directivos del Comité:
- Peter Montopoli, como Director Ejecutivo;
- Sandra Gage, como Directora de Marketing y Comunicaciones;
- Joe Guest, como Director de Competiciones;
- Don Hardman, como Director de Estadios;
- Sean Heffernan, como Director financiero.

Entre otras tareas, el Comité tuvo como responsabilidad proporcionar supervisión financiera, desarrollar políticas y garantizar que las oportunidades de promoción se capitalicen para el desarrollo del fútbol femenino en el país.

### Sedes
El 4 de mayo de 2012, Bal Gosal, Ministro de Deporte de Canadá, anunció la decisión final del Comité Organizador Nacional junto con Dominique Maestracci, por entonces presidente de la Asociación Canadiense de Fútbol. Las sedes escogidas fueron Edmonton, Moncton, Montreal, Ottawa, Vancouver y Winnipeg. Toronto, ciudad más poblada de Canadá, no se postuló como sede del torneo dado que su principal foco de atención estaba en los Juegos Panamericanos de 2015. Como consecuencia de la prohibición de FIFA hacia los patrocinios en los nombres de los estadios, el Investors Group Field y Estadio TD Place debieron ser renombrados durante el transcurso del torneo como «Estadio de Winnipeg» y «Estadio Lansdowne», respectivamente.
| Montreal Edmonton Vancouver Winnipeg Ottawa Moncton | Canadá                                     | Canadá                                               | Canadá                                       |
| Montreal Edmonton Vancouver Winnipeg Ottawa Moncton | Montreal                                   | Edmonton                                             | Vancouver                                    |
| --------------------------------------------------- | ------------------------------------------ | ---------------------------------------------------- | -------------------------------------------- |
| Montreal Edmonton Vancouver Winnipeg Ottawa Moncton | Quebec                                     | Alberta                                              | Columbia Británica                           |
| Montreal Edmonton Vancouver Winnipeg Ottawa Moncton | Estadio Olímpico                           | Estadio de la Mancomunidad                           | Estadio BC Place                             |
| Montreal Edmonton Vancouver Winnipeg Ottawa Moncton | 45°33′28″N 73°33′7″O / 45.55778, -73.55194 | 53°33′35″N 113°28′34″O / 53.55972, -113.47611        | 49°16′36″N 123°6′43″O / 49.27667, -123.11194 |
| Montreal Edmonton Vancouver Winnipeg Ottawa Moncton | Capacidad: 56 000                          | Capacidad: 60 081                                    | Capacidad: 54 500                            |
| Montreal Edmonton Vancouver Winnipeg Ottawa Moncton |                                            |                                                      |                                              |
| Montreal Edmonton Vancouver Winnipeg Ottawa Moncton | Winnipeg                                   | Ottawa                                               | Moncton                                      |
| Montreal Edmonton Vancouver Winnipeg Ottawa Moncton | Manitoba                                   | Ontario                                              | Nuevo Brunswick                              |
| Montreal Edmonton Vancouver Winnipeg Ottawa Moncton | Estadio de Winnipeg                        | Estadio Lansdowne                                    | Estadio de Moncton                           |
| Montreal Edmonton Vancouver Winnipeg Ottawa Moncton | 49°48′28″N 97°8′45″O / 49.80778, -97.14583 | 45°23′53.44″N 75°41′1.14″O / 45.3981778, -75.6836500 | 46°6′30″N 64°47′0″O / 46.10833, -64.78333    |
| Montreal Edmonton Vancouver Winnipeg Ottawa Moncton | Capacidad: 33 000                          | Capacidad: 24 000                                    | Capacidad: 10 000 (expandible a 20 725 )     |
| Montreal Edmonton Vancouver Winnipeg Ottawa Moncton |                                            |                                                      |                                              |

#### Controversia por el uso del césped artificial
Todos los estadios utilizados durante el torneo estuvieron compuestos por césped artificial, lo cual fue blanco de críticas. El 1 de octubre de 2014, un día después de que Tatjana Haenni (directora de Competiciones de Fútbol Femenino de la FIFA) afirmara que «el certamen se jugará en terreno sintético» y que «no existe un Plan B», varias futbolistas presentaron ante un tribunal de justicia de Ontario una demanda contra FIFA y la Asociación Canadiense de Fútbol sobre la base de discriminación de género. La jugadora de los Estados Unidos, Abby Wambach, afirmó que el trato no sería el mismo si fuera una Copa Mundial masculina, declarando:

We have to stand up and put our foot down and say, ‘You know what? This isn’t good enough. This isn’t right. And we deserve to be treated equally as the men.
Tenemos que pararnos y poner los pies sobre la tierra y decir: "¿Saben qué? Esto no es lo suficientemente bueno. No es correcto. Merecemos ser tratadas igual que los hombres."
Abby Wambach, futbolista de la selección de los Estados Unidos.

Los jugadores de la selección masculina de los Estados Unidos Tim Howard y DeAndre Yedlin también criticaron el uso del terreno sintético, e incluso celebridades como Tom Hanks manifestaron su repudio a través de Twitter. La futbolista española Verónica Boquete se sumó al reclamo, alegando discriminación y afirmando que durante la copa «se verá un fútbol devaluado, ya que altera la forma en la que se juega».

[...] En campos artificiales sufres mucho más a nivel muscular. [...] Cuando te tiras o te caes en un campo de fútbol artificial, las heridas son fuertes. A nivel muscular, los agarres son diferentes, sufren más la espalda, las rodillas, los tobillos.
Verónica Boquete, futbolista de la selección de España.

De acuerdo a algunas fuentes, futbolistas como Teresa Noyola (de la selección de México), Camille Abily y Élise Bussaglia (ambas de Francia) manifestaron haber sido presionadas para retirar sus apoyos a la demanda generalizada. La primera de ellas habría sido amenazada con dejar de formar parte del seleccionado nacional, mientras que a las europeas se les hizo saber que sus posturas podrían complicar la candidatura de Francia para organizar el Mundial femenino de 2019. La denuncia de represalias fue tomada por el Tribunal de Derechos Humanos de Ontario en diciembre de 2014.
La demanda legal fue retirada finalmente el 21 de enero de 2015. No obstante, las quejas continuaron durante el transcurso de la competencia. Previo al inicio del partido inaugural entre Canadá y China, las mediciones de temperatura del terreno de juego del Estadio de la Mancomunidad arrojaban 120 °F (49 °C). Con posterioridad, la futbolista australiana Michelle Heyman declaró días antes del duelo de cuartos de final ante Japón:

It's like you can't really get grip on your feet and your feet keep sliding around in your boots because they're that hot and kind of sweaty. [The player's feet] just turn white, your skin is all ripped off. It's like walking on hot coal with your skin blistering and cracking.
Es como si de verdad no pudieras sostenerte sobre tus pies, y ellos siguen deslizándose en tus botas porque están muy calientes y un poco sudorosos. [Los pies de la jugadora] simplemente se ponen blancos, tu piel está completamente arrancada. Es como caminar sobre carbón caliente con la piel llena de ampollas y grietas.
Michelle Heyman, futbolista de la selección de Australia.

### Lista de árbitras
La FIFA anunció una lista de 29 árbitras, provenientes de las 6 confederaciones continentales.
AFC
- Rita Gani
- Liang Qin
- Abirami Apbai Naidu
- Ri Hyang-ok
- Sachiko Yamagishi

CAF
- Gladys Lengwe
- Thérèse Neguel
- Lidya Tafesse

Concacaf
- Quetzalli Alvarado
- Melissa Borjas
- Carol-Anne Chenard
- Margaret Domka
- Michelle Pye
- Lucila Venegas
- Quetzalli Alvarado

Conmebol
- Salomé Di Iorio
- Yeimy Martínez
- Olga Miranda
- Claudia Umpiérrez

OFC
- Anna-Marie Keighley
- Tupou Patia

UEFA
- Teodora Albon
- Stephanie Frappart
- Katalin Kulcsár
- Pernilla Larsson
- Efthalia Mitsi
- Kateryna Monzul
- Esther Staubli
- Bibiana Steinhaus
- Carina Vitulano

## Símbolos y mercadeo

### Mascota
La mascota oficial de la Copa Mundial Femenina 2015 es una búho nival, llamada Shuéme. Fue presentada de manera oficial el 17 de junio de 2014 en el Museo de la Naturaleza Canadiense, en Ottawa, durante una ceremonia especial a la que asistieron Laureen Harper (esposa del primer ministro canadiense Stephen Harper), la exjugadora Kara Lang y el director Ejecutivo del Comité Organizador Peter Montopoli. Al respecto, este último declaró:

Shuéme es un símbolo de Canadá, y estamos contentísimos de presentársela a los canadienses y a los muchos aficionados al fútbol femenino de todo el mundo.

Peter Montopoli, Director Ejecutivo del Comité Organizador Nacional de la Copa Mundial Femenina de la FIFA Canadá 2015™.

El búho nival es un símbolo de Canadá, que ha tenido una gran relevancia a lo largo de toda la historia del país norteamericano. Shuéme, cuyo nombre se ha inspirado en la palabra francesa chouette (en español: lechuza) en homenaje al bilingüismo de Canadá, proyecta el alma comunicativa y global de una nación multicultural.

### Emblema
En un acto celebrado en Vancouver el 14 de diciembre de 2012, se presentó el logotipo oficial de la Copa Mundial Femenina de la FIFA Canadá 2015. El logotipo plasma la idea central de una Copa Mundial Femenina que se celebrará de "costa a costa".

### Lema
El día 9 de mayo de 2014, la FIFA y el Comité Organizador Nacional revelaron el lema oficial del evento: HACIA GRANDES METAS. El anuncio se produjo en el Estadio de Winnipeg justo antes de que comenzara a rodar el balón en el amistoso internacional entre las selecciones femeninas de Canadá y Estados Unidos mediante dos pancartas gigantes en las que podía leerse el eslogan en inglés (TO A GREATER GOAL) y en francés (VERS LE GRAND BUT), los dos idiomas oficiales del país.

### Balón oficial
Conext 15, creado por Adidas (patrocinador oficial de los eventos FIFA), es el balón oficial. El diseño del balón está inspirado en el logotipo de la Copa Mundial 2015, que muestra elementos de la naturaleza que son frecuentes en el país anfitrión. La tecnología utilizada para producir el balón oficial es idéntica a la de la Adidas Brazuca, balón oficial de la Copa Mundial masculina de 2014.
Para la final, disputada el 5 de julio en el Estadio BC Place de Vancouver, se utilizó el Conext15 Final Vancouver, rediseño especial en el que imperan los colores rojo (que recuerda a la bandera canadiense) y dorado (para celebrar el último partido del torneo).

### Transmisión
El torneo se emitió en Canadá en CTV, The Sports Network (TSN) (en inglés) y Réseau des sports (RDS) (en francés). En Estados Unidos, lo ha emitido Fox Sports (en inglés), Telemundo y NBC Universo (en español). En México y América Central, fue retransmitido por Sky Sports, y en América del Sur y el Caribe, por DirecTV Sports. En Colombia, además, lo transmitieron RCN HD2 y Caracol HD2 a través de la Televisión Digital Terrestre.
El torneo se televisó en numerosos países de Europa afiliados a la Unión Europea de Radiodifusión. Debido a que España clasificó por primera vez en su historia, todos los partidos del Mundial fueron ofrecidos en televisión abierta para toda la nación a través de Televisión Española (TVE), en tanto que Eurosport también los retransmitió pero en cerrado.

## Formato de competición
Los 24 equipos que participan en la fase final se dividen en seis grupos de cuatro equipos cada uno. Dentro de cada grupo se enfrentan una vez entre sí, mediante el sistema de todos contra todos. Según el resultado de cada partido se otorgan tres puntos al ganador, un punto a cada equipo en caso de empate, y ninguno al perdedor.
Pasan a la siguiente ronda los dos equipos de cada grupo mejor ubicados en la tabla de posiciones final, más los cuatro mejores equipos ubicados en tercer lugar. Según lo establecido en el artículo 27, sección 5 del reglamento del torneo, el orden de clasificación se determina teniendo en cuenta los siguientes criterios en orden de preferencia:
1. El mayor número de puntos obtenidos.
2. La mayor diferencia de goles.
3. El mayor número de goles a favor.

Si dos o más equipos quedan igualados según las pautas anteriores, sus posiciones se determinarán mediante los siguientes criterios en orden de preferencia:
1. El mayor número de puntos obtenidos en los partidos entre los equipos en cuestión.
2. La mayor diferencia de goles en esos mismos enfrentamientos.
3. El mayor número de goles anotados por cada equipo en los partidos disputados entre sí.
4. Sorteo del comité organizador de la Copa Mundial.

La segunda ronda incluye todas las fases desde los octavos de final hasta la final. El ganador de cada partido pasa a la siguiente fase y el perdedor queda eliminado. Los equipos perdedores de las semifinales juegan un partido por el tercer puesto. En el partido final, el ganador obtiene el trofeo de la Copa Mundial Femenina.
En todas las instancias finales, si el partido termina empatado se juega un tiempo suplementario compuesto por dos periodos de 15 minutos cada uno. Si el resultado sigue igualado tras la prórroga, se define con tiros desde el punto penal.

## Equipos participantes

### Clasificación
Tras el aumento de participantes de 16 a 24, se dio un aumento del número de partidos, pasando de 32 a 52 encuentros. El 11 de junio de 2012, la FIFA anunció un cambio en la asignación de los cupos de clasificación para sus confederaciones continentales. El Comité Ejecutivo de la FIFA aprobó la siguiente asignación de cupos y la distribución de los ocho nuevos espacios:
- AFC: 5 cupos
- CAF: 3 cupos
- Concacaf: 3,5 cupos
- Conmebol: 2,5 cupos
- OFC: 1 cupo
- UEFA: 8 cupos

Después de que las futbolistas de la selección de Corea del Norte dieran positivo en las pruebas antidopaje durante el Mundial de Alemania 2011, la FIFA le prohibió al equipo asiático participar en las fases clasificatorias hacia la Copa Mundial Femenina de 2015, siendo la primera vez en la que un equipo queda excluido de una Copa Mundial Femenina. Para el seleccionado norcoreano, significó su primera ausencia desde 1995. Por otra parte, participaron por primera vez ocho selecciones, siendo la edición mundialista con más debutantes, y significó, además, el regreso de Corea del Sur al torneo, al cual no acudía desde 2003.
En cursiva los equipos debutantes.
| Eliminatorias | Eliminatorias | Eliminatorias | Eliminatorias | Eliminatorias | Eliminatorias |
| ------------- | ------------- | ------------- | ------------- | ------------- | ------------- |
| AFC           | CAF           | Concacaf      | Conmebol      | OFC           | UEFA          |

| Equipos participantes | Equipos participantes | Equipos participantes | Equipos participantes |
| --------------------- | --------------------- | --------------------- | --------------------- |
| Alemania              | Colombia              | Estados Unidos        | Noruega               |
| Australia             | Corea del Sur         | Francia               | Nueva Zelanda         |
| Brasil                | Costa de Marfil       | Inglaterra            | Países Bajos          |
| Camerún               | Costa Rica            | Japón                 | Suecia                |
| Canadá                | Ecuador               | México                | Suiza                 |
| China                 | España                | Nigeria               | Tailandia             |

### Sorteo
El sorteo de la fase de grupos se llevó a cabo en el Museo Canadiense de Historia, ubicado en la ciudad de Ottawa, el día 6 de diciembre de 2014, a las 12:00 hs (UTC−5).
La Comisión Organizadora determinó que los seis equipos cabezas de serie sean Canadá (país organizador), Japón (vigente campeón), Alemania, Brasil, Estados Unidos y Francia. Los bombos restantes fueron conformados de acuerdo a factores deportivos y geográficos, a discreción de la FIFA. De acuerdo al criterio establecido, no podían incluirse en un mismo grupo dos selecciones de la misma confederación, a excepción de UEFA, que podría contar máximo con dos selecciones en un mismo sector.
| Bombo 1 Cabezas de serie                                                             | Bombo 3 CAF, Concacaf, OFC                                      | Bombo 2 AFC, Conmebol                                    | Bombo 4 UEFA                                        |
| ------------------------------------------------------------------------------------ | --------------------------------------------------------------- | -------------------------------------------------------- | --------------------------------------------------- |
| Canadá (anfitrión, asignado al Grupo A) Alemania Brasil Estados Unidos Francia Japón | Camerún Costa de Marfil Costa Rica México Nigeria Nueva Zelanda | Australia China Colombia Corea del Sur Ecuador Tailandia | España Inglaterra Noruega Países Bajos Suecia Suiza |

## Fase de grupos
La programación provisoria de los partidos fue anunciada el 21 de marzo de 2013. El calendario definitivo se publicó oficialmente el 18 de febrero de 2015.
- Los horarios son correspondientes a la hora local:
  - Tiempo del Pacífico (PDT): (UTC−7);
  - Tiempo de la montaña (MDT): (UTC−6);
  - Tiempo del Centro (CDT): (UTC−5);
  - Tiempo del Este (EDT): (UTC−4);
  - Tiempo del Atlántico (ADT): (UTC−3).

### Grupo A
| Selección     | Pts. | PJ | PG | PE | PP | GF | GC | Dif. |
| ------------- | ---- | -- | -- | -- | -- | -- | -- | ---- |
| Canadá        | 5    | 3  | 1  | 2  | 0  | 2  | 1  | 1    |
| China         | 4    | 3  | 1  | 1  | 1  | 3  | 3  | 0    |
| Países Bajos  | 4    | 3  | 1  | 1  | 1  | 2  | 2  | 0    |
| Nueva Zelanda | 2    | 3  | 0  | 2  | 1  | 2  | 3  | −1   |

| 6 de junio de 2015 | Canadá                | 1:0 (0:0) | China | Estadio de la Mancomunidad, Edmonton                        |                                                             |
| 16:00 MDT (UTC−6)  | Sinclair 90+2' (pen.) | Reporte   |       | Asistencia: 53 058 espectadores Árbitro(s): Kateryna Monzul | Asistencia: 53 058 espectadores Árbitro(s): Kateryna Monzul |

| 6 de junio de 2015 | Nueva Zelanda | 0:1 (0:1) | Países Bajos | Estadio de la Mancomunidad, Edmonton                           |                                                                |
| 19:00 MDT (UTC−6) |               | Reporte   | Martens 33'  | Asistencia: 53 058 espectadores Árbitro(s): Quetzalli Alvarado | Asistencia: 53 058 espectadores Árbitro(s): Quetzalli Alvarado |
| La selección de los Países Bajos hizo su debut absoluto en una Copa Mundial Femenina de Fútbol; además, Lieke Martens marcó el primer gol del equipo en Mundiales femeninos. Primera victoria de los Países Bajos en una Copa Mundial Femenina. |               |           |              |                                                                |                                                                |

| 11 de junio de 2015 | China           | 1:0 (0:0) | Países Bajos | Estadio de la Mancomunidad, Edmonton                       |                                                            |
| 16:00 MDT (UTC−6)   | Wang Lisi 90+1' | Reporte   |              | Asistencia: 35 544 espectadores Árbitro(s): Yeimy Martínez | Asistencia: 35 544 espectadores Árbitro(s): Yeimy Martínez |

| 11 de junio de 2015 | Canadá | 0:0     | Nueva Zelanda | Estadio de la Mancomunidad, Edmonton                          |                                                               |
| 19:00 MDT (UTC−6)   |        | Reporte |               | Asistencia: 35 544 espectadores Árbitro(s): Bibiana Steinhaus | Asistencia: 35 544 espectadores Árbitro(s): Bibiana Steinhaus |

| 15 de junio de 2015                                                                        | Países Bajos   | 1:1 (0:1) | Canadá       | Estadio Olímpico, Montreal                              |                                                         |
| 19:30 EDT (UTC−4)                                                                          | Van de Ven 87' | Reporte   | Lawrence 10' | Asistencia: 45 420 espectadores Árbitro(s): Ri Hyang-ok | Asistencia: 45 420 espectadores Árbitro(s): Ri Hyang-ok |
| Primera clasificación de los Países Bajos a una segunda fase de una Copa Mundial Femenina. |                |           |              |                                                         |                                                         |

| 15 de junio de 2015 | China                                    | 2:2 (1:1) | Nueva Zelanda             | Estadio de Winnipeg, Winnipeg                               |                                                             |
| 18:30 CDT (UTC−5)   | Wang Lisi 41' (pen.) · Wang Shanshan 60' | Reporte   | Stott 28' · Wilkinson 64' | Asistencia: 26 191 espectadores Árbitro(s): Katalin Kulcsár | Asistencia: 26 191 espectadores Árbitro(s): Katalin Kulcsár |

### Grupo B
| Selección       | Pts. | PJ | PG | PE | PP | GF | GC | Dif. |
| --------------- | ---- | -- | -- | -- | -- | -- | -- | ---- |
| Alemania        | 7    | 3  | 2  | 1  | 0  | 15 | 1  | 14   |
| Noruega         | 7    | 3  | 2  | 1  | 0  | 8  | 2  | 6    |
| Tailandia       | 3    | 3  | 1  | 0  | 2  | 3  | 10 | −7   |
| Costa de Marfil | 0    | 3  | 0  | 0  | 3  | 3  | 16 | −13  |

| 7 de junio de 2015                                                       | Noruega                                          | 4:0 (3:0) | Tailandia | Estadio Lansdowne, Ottawa                                       |                                                                 |
| 13:00 EDT (UTC−4)                                                        | Rønning 16' · Herlovsen 29', 34' · Hegerberg 68' | Reporte   |           | Asistencia: 20 953 espectadores Árbitro(s): Anna-Marie Keighley | Asistencia: 20 953 espectadores Árbitro(s): Anna-Marie Keighley |
| Tailandia hizo su debut absoluto en una Copa Mundial Femenina de Fútbol. |                                                  |           |           |                                                                 |                                                                 |

| 7 de junio de 2015 | Alemania                                                                                         | 10:0 (5:0) | Costa de Marfil | Estadio Lansdowne, Ottawa                                      |                                                                |
| 16:00 EDT (UTC−4) | Šašić 3', 14', 31' · Mittag 29', 35', 64' · Laudehr 71' · Däbritz 75' · Behringer 79' · Popp 85' | Reporte    |                 | Asistencia: 20 953 espectadores Árbitro(s): Carol-Anne Chenard | Asistencia: 20 953 espectadores Árbitro(s): Carol-Anne Chenard |
| Costa de Marfil hizo su debut absoluto en una Copa Mundial Femenina de Fútbol. Peor derrota de Costa de Marfil en Mundiales femeninos. |                                                                                                  |            |                 |                                                                |                                                                |

| 11 de junio de 2015 | Alemania  | 1:1 (1:0) | Noruega    | Estadio Lansdowne, Ottawa                                 |                                                           |
| 16:00 EDT (UTC−4)   | Mittag 6' | Reporte   | Mjelde 61' | Asistencia: 18 987 espectadores Árbitro(s): Teodora Albon | Asistencia: 18 987 espectadores Árbitro(s): Teodora Albon |

| 11 de junio de 2015 | Costa de Marfil         | 2:3 (1:2) | Tailandia                         | Estadio Lansdowne, Ottawa                                  |                                                            |
| 19:00 EDT (UTC−4) | N'Guessan 4' · Nahi 88' | Reporte   | Srimanee 26', 45+3' · Chawong 75' | Asistencia: 18 987 espectadores Árbitro(s): Margaret Domka | Asistencia: 18 987 espectadores Árbitro(s): Margaret Domka |
| N'Guessan (Costa de Marfil) y Orathai Srimanee (Tailandia) marcaron el primer gol de sus respectivas selecciones en una Copa Mundial Femenina de Fútbol. Primera Victoria de Tailandia en los mundiales femeninos. |                         |           |                                   |                                                            |                                                            |

| 15 de junio de 2015 | Tailandia | 0:4 (0:1) | Alemania                                       | Estadio de Winnipeg, Winnipeg                             |                                                           |
| 15:00 CDT (UTC−5)   |           | Reporte   | Leupolz 24' · Petermann 56', 58' · Däbritz 73' | Asistencia: 26 191 espectadores Árbitro(s): Gladys Lengwe | Asistencia: 26 191 espectadores Árbitro(s): Gladys Lengwe |

| 15 de junio de 2015                                                        | Costa de Marfil | 1:3 (0:1) | Noruega                             | Estadio de Moncton, Moncton                                |                                                            |
| 17:00 ADT (UTC−3)                                                          | N'Guessan 71'   | Reporte   | Hegerberg 6', 62' · Gulbrandsen 67' | Asistencia: 7 147 espectadores Árbitro(s): Salomé di Iorio | Asistencia: 7 147 espectadores Árbitro(s): Salomé di Iorio |
| Ada Hegerberg anotó el gol 700 en la historia de la Copa Mundial Femenina. |                 |           |                                     |                                                            |                                                            |

### Grupo C
| Selección | Pts. | PJ | PG | PE | PP | GF | GC | Dif. |
| --------- | ---- | -- | -- | -- | -- | -- | -- | ---- |
| Japón     | 9    | 3  | 3  | 0  | 0  | 4  | 1  | 3    |
| Camerún   | 6    | 3  | 2  | 0  | 1  | 9  | 3  | 6    |
| Suiza     | 3    | 3  | 1  | 0  | 2  | 11 | 4  | 7    |
| Ecuador   | 0    | 3  | 0  | 0  | 3  | 1  | 17 | −16  |

| 8 de junio de 2015 | Camerún                                                                                     | 6:0 (3:0) | Ecuador | Estadio BC Place, Vancouver                                 |                                                             |
| 16:00 PDT (UTC−7) | Ngono Mani 34' · Enganamouit 36', 73', 90+4' (pen.) · Manie 44' (pen.) · Onguéné 79' (pen.) | Reporte   |         | Asistencia: 25 942 espectadores Árbitro(s): Katalin Kulcsár | Asistencia: 25 942 espectadores Árbitro(s): Katalin Kulcsár |
| Camerún y Ecuador hicieron sus debuts absolutos en una Copa Mundial Femenina de Fútbol. Madeleine Ngono Mani marcó el primer gol de Camerún en Mundiales femeninos; además, es su primera (y mayor) victoria en esta competencia. |                                                                                             |           |         |                                                             |                                                             |

| 8 de junio de 2015                                                   | Japón             | 1:0 (1:0) | Suiza | Estadio BC Place, Vancouver                                |                                                            |
| 19:00 PDT (UTC−7)                                                    | Miyama 29' (pen.) | Reporte   |       | Asistencia: 25 942 espectadores Árbitro(s): Lucila Venegas | Asistencia: 25 942 espectadores Árbitro(s): Lucila Venegas |
| Suiza hizo su debut absoluto en una Copa Mundial Femenina de Fútbol. |                   |           |       |                                                            |                                                            |

| 12 de junio de 2015 | Suiza | 10:1 (2:0) | Ecuador          | Estadio BC Place, Vancouver                           |                                                       |
| 16:00 PDT (UTC−7) | Ponce 24' (a.g.), 71' (a.g.) · Aigbogun 45+2' · Humm 47', 49', 52' · Bachmann 60' (pen.), 61', 81' · Moser 76' | Reporte    | Ponce 64' (pen.) | Asistencia: 31 441 espectadores Árbitro(s): Rita Gani | Asistencia: 31 441 espectadores Árbitro(s): Rita Gani |
| Angie Ponce marcó el primer gol de Ecuador en una Copa Mundial Femenina, mientras que Eseosa Aigbogun es la primera futbolista suiza en hacerlo para su selección. Fabienne Humm marcó el triplete más rápido en la historia de la Copa Mundial Femenina de Fútbol. Mayor victoria de Suiza y peor derrota de Ecuador en Mundiales femeninos. | |            |                  |                                                       |                                                       |

| 12 de junio de 2015 | Japón                       | 2:1 (2:0) | Camerún    | Estadio BC Place, Vancouver                                  |                                                              |
| 19:00 PDT (UTC−7)   | Sameshima 6' · Sugasawa 17' | Reporte   | Nchout 90' | Asistencia: 31 441 espectadores Árbitro(s): Pernilla Larsson | Asistencia: 31 441 espectadores Árbitro(s): Pernilla Larsson |

| 16 de junio de 2015 | Ecuador | 0:1 (0:1) | Japón    | Estadio de Winnipeg, Winnipeg                              |                                                            |
| 16:00 CDT (UTC−5)   |         | Reporte   | Ōgimi 5' | Asistencia: 14 522 espectadores Árbitro(s): Melissa Borjas | Asistencia: 14 522 espectadores Árbitro(s): Melissa Borjas |

| 16 de junio de 2015                                                                          | Suiza            | 1:2 (1:0) | Camerún                      | Estadio de la Mancomunidad, Edmonton                          |                                                               |
| 15:00 MDT (UTC−6)                                                                            | Crnogorčević 24' | Reporte   | Onguéné 47' · Ngono Mani 62' | Asistencia: 10 177 espectadores Árbitro(s): Claudia Umpiérrez | Asistencia: 10 177 espectadores Árbitro(s): Claudia Umpiérrez |
| Primeras clasificaciones de Camerún y Suiza a una segunda fase de una Copa Mundial Femenina. |                  |           |                              |                                                               |                                                               |

### Grupo D
| Selección      | Pts. | PJ | PG | PE | PP | GF | GC | Dif. |
| -------------- | ---- | -- | -- | -- | -- | -- | -- | ---- |
| Estados Unidos | 7    | 3  | 2  | 1  | 0  | 4  | 1  | 3    |
| Australia      | 4    | 3  | 1  | 1  | 1  | 4  | 4  | 0    |
| Suecia         | 3    | 3  | 0  | 3  | 0  | 4  | 4  | 0    |
| Nigeria        | 1    | 3  | 0  | 1  | 2  | 3  | 6  | −3   |

| 8 de junio de 2015 | Suecia                                             | 3:3 (2:0) | Nigeria                              | Estadio de Winnipeg, Winnipeg                           |                                                         |
| 15:00 CDT (UTC−5)  | Oparanozie 21' (a.g.) · Fischer 31' · Sembrant 60' | Reporte   | Okobi 50' · Oshoala 53' · Ordega 87' | Asistencia: 31 148 espectadores Árbitro(s): Ri Hyang-ok | Asistencia: 31 148 espectadores Árbitro(s): Ri Hyang-ok |

| 8 de junio de 2015 | Estados Unidos               | 3:1 (1:1) | Australia    | Estadio de Winnipeg, Winnipeg                                 |                                                               |
| 18:30 CDT (UTC−5)  | Rapinoe 12', 78' · Press 61' | Reporte   | De Vanna 27' | Asistencia: 31 148 espectadores Árbitro(s): Claudia Umpiérrez | Asistencia: 31 148 espectadores Árbitro(s): Claudia Umpiérrez |

| 12 de junio de 2015 | Australia      | 2:0 (1:0) | Nigeria | Estadio de Winnipeg, Winnipeg                                  |                                                                |
| 16:00 CDT (UTC−5)   | Simon 29', 68' | Reporte   |         | Asistencia: 32 716 espectadores Árbitro(s): Stephanie Frappart | Asistencia: 32 716 espectadores Árbitro(s): Stephanie Frappart |

| 12 de junio de 2015 | Estados Unidos | 0:0     | Suecia | Estadio de Winnipeg, Winnipeg                                 |                                                               |
| 19:00 CDT (UTC−5)   |                | Reporte |        | Asistencia: 32 716 espectadores Árbitro(s): Sachiko Yamagishi | Asistencia: 32 716 espectadores Árbitro(s): Sachiko Yamagishi |

| 16 de junio de 2015 | Nigeria | 0:1 (0:1) | Estados Unidos | Estadio BC Place, Vancouver                                 |                                                             |
| 17:00 PDT (UTC−7)   |         | Reporte   | Wambach 45'    | Asistencia: 52 193 espectadores Árbitro(s): Kateryna Monzul | Asistencia: 52 193 espectadores Árbitro(s): Kateryna Monzul |

| 16 de junio de 2015                                                                                                | Australia   | 1:1 (1:1) | Suecia        | Estadio de la Mancomunidad, Edmonton                       |                                                            |
| 18:00 MDT (UTC−6)                                                                                                  | De Vanna 5' | Reporte   | Jakobsson 15' | Asistencia: 10 177 espectadores Árbitro(s): Lucila Venegas | Asistencia: 10 177 espectadores Árbitro(s): Lucila Venegas |
| Suecia es la primera selección en avanzar a la segunda fase de una Copa Mundial Femenina sin ganar ningún partido. |             |           |               |                                                            |                                                            |

### Grupo E
| Selección     | Pts. | PJ | PG | PE | PP | GF | GC | Dif. |
| ------------- | ---- | -- | -- | -- | -- | -- | -- | ---- |
| Brasil        | 9    | 3  | 3  | 0  | 0  | 4  | 0  | 4    |
| Corea del Sur | 4    | 3  | 1  | 1  | 1  | 4  | 5  | −1   |
| Costa Rica    | 2    | 3  | 0  | 2  | 1  | 3  | 4  | −1   |
| España        | 1    | 3  | 0  | 1  | 2  | 2  | 4  | −2   |

| 9 de junio de 2015 | España     | 1:1 (1:1) | Costa Rica       | Estadio Olímpico, Montreal                                  |                                                             |
| 16:00 EDT (UTC−4) | Losada 13' | Reporte   | R. Rodríguez 14' | Asistencia: 10 175 espectadores Árbitro(s): Salomé di Iorio | Asistencia: 10 175 espectadores Árbitro(s): Salomé di Iorio |
| España y Costa Rica hicieron sus debuts absolutos en una Copa Mundial Femenina de Fútbol. Victoria Losada (España) y Raquel Rodríguez Cedeño (Costa Rica) marcaron el primer gol de sus respectivas selecciones en Mundiales femeninos. |            |           |                  |                                                             |                                                             |

| 9 de junio de 2015 | Brasil                         | 2:0 (1:0) | Corea del Sur | Estadio Olímpico, Montreal                                 |                                                            |
| 19:00 EDT (UTC−4) | Formiga 33' · Marta 53' (pen.) | Reporte   |               | Asistencia: 10 175 espectadores Árbitro(s): Esther Staubli | Asistencia: 10 175 espectadores Árbitro(s): Esther Staubli |
| Con 37 años, 3 meses y 6 días, Formiga es la futbolista de mayor edad en marcar un gol en una Copa Mundial Femenina de Fútbol. Marta se convirtió en la máxima goleadora de la historia de los Mundiales femeninos con 15 goles. |                                |           |               |                                                            |                                                            |

| 13 de junio de 2015 | Brasil             | 1:0 (1:0) | España | Estadio Olímpico, Montreal                                     |                                                                |
| 16:00 EDT (UTC−4)   | Andressa Alves 44' | Reporte   |        | Asistencia: 28 623 espectadores Árbitro(s): Carol-Anne Chenard | Asistencia: 28 623 espectadores Árbitro(s): Carol-Anne Chenard |

| 13 de junio de 2015 | Corea del Sur                        | 2:2 (2:1) | Costa Rica                      | Estadio Olímpico, Montreal                                  |                                                             |
| 19:00 EDT (UTC−4)   | S. Y. Ji 21' (pen.) · G. E. Jeon 25' | Reporte   | Herrera 17' · K. Villalobos 89' | Asistencia: 28 623 espectadores Árbitro(s): Carina Vitulano | Asistencia: 28 623 espectadores Árbitro(s): Carina Vitulano |

| 17 de junio de 2015 | Costa Rica | 0:1 (0:0) | Brasil     | Estadio de Moncton, Moncton                              |                                                          |
| 20:00 ADT (UTC−3)   |            | Reporte   | Raquel 83' | Asistencia: 9543 espectadores Árbitro(s): Efthalia Mitsi | Asistencia: 9543 espectadores Árbitro(s): Efthalia Mitsi |

| 17 de junio de 2015 | Corea del Sur                 | 2:1 (0:1) | España      | Estadio Lansdowne, Ottawa                                       |                                                                 |
| 19:00 EDT (UTC−4) | S. H. Cho 53' · S. Y. Kim 78' | Reporte   | Boquete 29' | Asistencia: 21 562 espectadores Árbitro(s): Anna-Marie Keighley | Asistencia: 21 562 espectadores Árbitro(s): Anna-Marie Keighley |
| Primera victoria de Corea del Sur en una Copa Mundial Femenina; además, es su primera clasificación a una segunda fase de un Mundial femenino. |                               |           |             |                                                                 |                                                                 |

### Grupo F
| Selección  | Pts. | PJ | PG | PE | PP | GF | GC | Dif. |
| ---------- | ---- | -- | -- | -- | -- | -- | -- | ---- |
| Francia    | 6    | 3  | 2  | 0  | 1  | 6  | 2  | 4    |
| Inglaterra | 6    | 3  | 2  | 0  | 1  | 4  | 3  | 1    |
| Colombia   | 4    | 3  | 1  | 1  | 1  | 4  | 3  | 1    |
| México     | 1    | 3  | 0  | 1  | 2  | 2  | 8  | −6   |

| 9 de junio de 2015 | Francia       | 1:0 (1:0) | Inglaterra | Estadio de Moncton, Moncton                                |                                                            |
| 14:00 ADT (UTC−3)  | Le Sommer 29' | Reporte   |            | Asistencia: 11 686 espectadores Árbitro(s): Efthalia Mitsi | Asistencia: 11 686 espectadores Árbitro(s): Efthalia Mitsi |

| 9 de junio de 2015                                                                      | Colombia    | 1:1 (0:1) | México       | Estadio de Moncton, Moncton                                |                                                            |
| 17:00 ADT (UTC−3)                                                                       | Montoya 82' | Reporte   | V. Pérez 36' | Asistencia: 11 686 espectadores Árbitro(s): Thérèse Neguel | Asistencia: 11 686 espectadores Árbitro(s): Thérèse Neguel |
| Daniela Montoya marcó el primer gol de Colombia en una Copa Mundial Femenina de Fútbol. |             |           |              |                                                            |                                                            |

| 13 de junio de 2015                                        | Francia | 0:2 (0:1) | Colombia                 | Estadio de Moncton, Moncton                           |                                                       |
| 14:00 ADT (UTC−3)                                          |         | Reporte   | Andrade 19' · Usme 90+3' | Asistencia: 13 138 espectadores Árbitro(s): Liang Qin | Asistencia: 13 138 espectadores Árbitro(s): Liang Qin |
| Primera victoria de Colombia en una Copa Mundial Femenina. |         |           |                          |                                                       |                                                       |

| 13 de junio de 2015 | Inglaterra             | 2:1 (0:0) | México       | Estadio de Moncton, Moncton                                     |                                                                 |
| 17:00 ADT (UTC−3)   | Kirby 71' · Carney 82' | Reporte   | Ibarra 90+1' | Asistencia: 13 138 espectadores Árbitro(s): Anna-Marie Keighley | Asistencia: 13 138 espectadores Árbitro(s): Anna-Marie Keighley |

| 17 de junio de 2015                                              | México | 0:5 (0:4) | Francia                                                    | Estadio Lansdowne, Ottawa                                     |                                                               |
| 16:00 EDT (UTC−4)                                                |        | Reporte   | Delie 1' · Ruiz 9' (a.g.) · Le Sommer 13', 36' · Henry 80' | Asistencia: 21 562 espectadores Árbitro(s): Sachiko Yamagishi | Asistencia: 21 562 espectadores Árbitro(s): Sachiko Yamagishi |
| Mayor victoria de Francia en la Copa Mundial Femenina de Fútbol. |        |           |                                                            |                                                               |                                                               |

| 17 de junio de 2015                                                                | Inglaterra                       | 2:1 (2:0) | Colombia      | Estadio Olímpico, Montreal                                     |                                                                |
| 16:00 EDT (UTC−4)                                                                  | Carney 15' · Williams 38' (pen.) | Reporte   | Andrade 90+4' | Asistencia: 13 862 espectadores Árbitro(s): Carol-Anne Chenard | Asistencia: 13 862 espectadores Árbitro(s): Carol-Anne Chenard |
| Primera clasificación de Colombia a una segunda fase de una Copa Mundial Femenina. |                                  |           |               |                                                                |                                                                |

### Tabla de terceros
Los cuatro equipos mejor ubicados en esta tabla clasificaron a los octavos de final.
| Selección    | Gr. | Pts. | PJ | PG | PE | PP | GF | GC | Dif. |
| ------------ | --- | ---- | -- | -- | -- | -- | -- | -- | ---- |
| Colombia     | F   | 4    | 3  | 1  | 1  | 1  | 4  | 3  | 1    |
| Países Bajos | A   | 4    | 3  | 1  | 1  | 1  | 2  | 2  | 0    |
| Suiza        | C   | 3    | 3  | 1  | 0  | 2  | 11 | 4  | 7    |
| Suecia       | D   | 3    | 3  | 0  | 3  | 0  | 4  | 4  | 0    |
| Tailandia    | B   | 3    | 3  | 1  | 0  | 2  | 3  | 10 | −7   |
| Costa Rica   | E   | 2    | 3  | 0  | 2  | 1  | 3  | 4  | −1   |

## Fase de eliminatorias

### Cuadro de desarrollo
|  | Octavos de final        | Octavos de final        |                         |       | Cuartos de final             | Cuartos de final             |                       |                       | Semifinales | Semifinales |  |  | Final | Final |
|  |                         |                         |                         |       |                              |                              |                       |                       |             |             |  |  |       |       |
|  | 20 de junio – Edmonton  |                         |                         |       |                              |                              |                       |                       |             |             |  |  |       |       |
|  |                         |                         |                         |       |                              |                              |                       |                       |             |             |  |  |       |       |
|  | China                   | 1                       |                         |       |                              |                              |                       |                       |             |             |  |  |       |       |
|  | China                   | 1                       | 26 de junio – Ottawa    |       |                              |                              |                       |                       |             |             |  |  |       |       |
|  | Camerún                 | 0                       |                         |       |                              |                              |                       |                       |             |             |  |  |       |       |
|  | Camerún                 | 0                       | China                   | 0     |                              |                              |                       |                       |             |             |  |  |       |       |
|  | 22 de junio – Edmonton  |                         | China                   | 0     |                              |                              |                       |                       |             |             |  |  |       |       |
|  |                         | Estados Unidos          | 1                       |       |                              |                              |                       |                       |             |             |  |  |       |       |
|  | Estados Unidos          | Estados Unidos          | 1                       | 2     |                              |                              |                       |                       |             |             |  |  |       |       |
|  | Estados Unidos          |                         | 30 de junio – Montreal  | 2     |                              |                              |                       |                       |             |             |  |  |       |       |
|  | Colombia                | 0                       |                         |       |                              |                              |                       |                       |             |             |  |  |       |       |
|  | Colombia                | 0                       | Estados Unidos          | 2     |                              |                              |                       |                       |             |             |  |  |       |       |
|  | 20 de junio – Ottawa    |                         | Estados Unidos          | 2     |                              |                              |                       |                       |             |             |  |  |       |       |
|  |                         | Alemania                | 0                       |       |                              |                              |                       |                       |             |             |  |  |       |       |
|  | Alemania                | Alemania                | 0                       | 4     |                              |                              |                       |                       |             |             |  |  |       |       |
|  | Alemania                | 26 de junio – Montreal  |                         | 4     |                              |                              |                       |                       |             |             |  |  |       |       |
|  | Suecia                  | 1                       |                         |       |                              |                              |                       |                       |             |             |  |  |       |       |
|  | Suecia                  | 1                       | Alemania (p.)           | 1 (5) |                              |                              |                       |                       |             |             |  |  |       |       |
|  | 21 de junio – Montreal  |                         | Alemania (p.)           | 1 (5) |                              |                              |                       |                       |             |             |  |  |       |       |
|  |                         | Francia                 | 1 (4)                   |       |                              |                              |                       |                       |             |             |  |  |       |       |
|  | Francia                 | Francia                 | 1 (4)                   | 3     |                              |                              |                       |                       |             |             |  |  |       |       |
|  | Francia                 |                         | 5 de julio – Vancouver  | 3     |                              |                              |                       |                       |             |             |  |  |       |       |
|  | Corea del Sur           | 0                       |                         |       |                              |                              |                       |                       |             |             |  |  |       |       |
|  | Corea del Sur           | 0                       | Estados Unidos          | 5     |                              |                              |                       |                       |             |             |  |  |       |       |
|  | 21 de junio – Moncton   |                         | Estados Unidos          | 5     |                              |                              |                       |                       |             |             |  |  |       |       |
|  |                         | Japón                   | 2                       |       |                              |                              |                       |                       |             |             |  |  |       |       |
|  | Brasil                  | Japón                   | 2                       | 0     |                              |                              |                       |                       |             |             |  |  |       |       |
|  | Brasil                  | 27 de junio – Edmonton  |                         | 0     |                              |                              |                       |                       |             |             |  |  |       |       |
|  | Australia               | 1                       |                         |       |                              |                              |                       |                       |             |             |  |  |       |       |
|  | Australia               | 1                       | Australia               | 0     |                              |                              |                       |                       |             |             |  |  |       |       |
|  | 23 de junio – Vancouver |                         | Australia               | 0     |                              |                              |                       |                       |             |             |  |  |       |       |
|  |                         | Japón                   | 1                       |       |                              |                              |                       |                       |             |             |  |  |       |       |
|  | Japón                   | Japón                   | 1                       | 2     |                              |                              |                       |                       |             |             |  |  |       |       |
|  | Japón                   |                         | 1 de julio – Edmonton   | 2     |                              |                              |                       |                       |             |             |  |  |       |       |
|  | Países Bajos            | 1                       |                         |       |                              |                              |                       |                       |             |             |  |  |       |       |
|  | Países Bajos            | 1                       | Japón                   | 2     |                              |                              |                       |                       |             |             |  |  |       |       |
|  | 22 de junio – Ottawa    |                         | Japón                   | 2     |                              |                              |                       |                       |             |             |  |  |       |       |
|  |                         | Inglaterra              | 1                       |       | Partido por el tercer puesto | Partido por el tercer puesto |                       |                       |             |             |  |  |       |       |
|  | Noruega                 | Inglaterra              | 1                       | 1     | Partido por el tercer puesto | Partido por el tercer puesto |                       |                       |             |             |  |  |       |       |
|  | Noruega                 | 27 de junio – Vancouver | 27 de junio – Vancouver | 1     |                              |                              | 4 de julio – Edmonton | 4 de julio – Edmonton |             |             |  |  |       |       |
|  | Inglaterra              | 27 de junio – Vancouver | 27 de junio – Vancouver | 2     |                              |                              | 4 de julio – Edmonton | 4 de julio – Edmonton |             |             |  |  |       |       |
|  | Inglaterra              | Inglaterra              | 2                       | 2     | Alemania                     | 0                            |                       |                       |             |             |  |  |       |       |
|  | 21 de junio – Vancouver | Inglaterra              | 2                       |       | Alemania                     | 0                            |                       |                       |             |             |  |  |       |       |
|  |                         | Canadá                  | 1                       |       | Inglaterra (t. s.)           | 1                            |                       |                       |             |             |  |  |       |       |
|  | Canadá                  | Canadá                  | 1                       | 1     | Inglaterra (t. s.)           | 1                            |                       |                       |             |             |  |  |       |       |
|  | Canadá                  |                         |                         | 1     |                              |                              |                       |                       |             |             |  |  |       |       |
|  | Suiza                   | 0                       |                         |       |                              |                              |                       |                       |             |             |  |  |       |       |
|  | Suiza                   | 0                       |                         |       |                              |                              |                       |                       |             |             |  |  |       |       |

### Octavos de final
| 20 de junio de 2015 | Alemania                                          | 4:1 (2:0) | Suecia       | Estadio Lansdowne, Ottawa                               |                                                         |
| 16:00 EDT (UTC−4)   | Mittag 24' · Šašić 36' (pen.), 78' · Marozsán 88' | Reporte   | Sembrant 82' | Asistencia: 22 486 espectadores Árbitro(s): Ri Hyang-ok | Asistencia: 22 486 espectadores Árbitro(s): Ri Hyang-ok |

| 20 de junio de 2015 | China             | 1:0 (1:0) | Camerún | Estadio de la Mancomunidad, Edmonton                          |                                                               |
| 17:30 MDT (UTC−6)   | Wang Shanshan 12' | Reporte   |         | Asistencia: 15 958 espectadores Árbitro(s): Bibiana Steinhaus | Asistencia: 15 958 espectadores Árbitro(s): Bibiana Steinhaus |

| 21 de junio de 2015 | Brasil | 0:1 (0:0) | Australia | Estadio de Moncton, Moncton                               |                                                           |
| 14:00 ADT (UTC−3)   |        | Reporte   | Simon 80' | Asistencia: 12 054 espectadores Árbitro(s): Teodora Albon | Asistencia: 12 054 espectadores Árbitro(s): Teodora Albon |

| 21 de junio de 2015 | Francia                   | 3:0 (2:0) | Corea del Sur | Estadio Olímpico, Montreal                                  |                                                             |
| 16:00 EDT (UTC−4)   | Delie 4', 48' · Thomis 8' | Reporte   |               | Asistencia: 15 518 espectadores Árbitro(s): Salomé Di Iorio | Asistencia: 15 518 espectadores Árbitro(s): Salomé Di Iorio |

| 21 de junio de 2015 | Canadá       | 1:0 (0:0) | Suiza | Estadio BC Place, Vancouver                                     |                                                                 |
| 16:30 PDT (UTC−7)   | Bélanger 52' | Reporte   |       | Asistencia: 53 855 espectadores Árbitro(s): Anna-Marie Keighley | Asistencia: 53 855 espectadores Árbitro(s): Anna-Marie Keighley |

| 22 de junio de 2015 | Noruega         | 1:2 (0:0) | Inglaterra                | Estadio Lansdowne, Ottawa                                  |                                                            |
| 17:00 EDT (UTC−4)   | Gulbrandsen 54' | Reporte   | Houghton 61' · Bronze 76' | Asistencia: 19 829 espectadores Árbitro(s): Esther Staubli | Asistencia: 19 829 espectadores Árbitro(s): Esther Staubli |

| 22 de junio de 2015 | Estados Unidos                | 2:0 (0:0) | Colombia | Estadio de la Mancomunidad, Edmonton                           |                                                                |
| 18:00 MDT (UTC−6)   | Morgan 53' · Lloyd 66' (pen.) | Reporte   |          | Asistencia: 19 412 espectadores Árbitro(s): Stephanie Frappart | Asistencia: 19 412 espectadores Árbitro(s): Stephanie Frappart |

| 23 de junio de 2015 | Japón                        | 2:1 (1:0) | Países Bajos     | Estadio BC Place, Vancouver                                |                                                            |
| 19:00 PDT (UTC−7)   | Ariyoshi 10' · Sakaguchi 78' | Reporte   | Van de Ven 90+2' | Asistencia: 28 717 espectadores Árbitro(s): Lucila Venegas | Asistencia: 28 717 espectadores Árbitro(s): Lucila Venegas |

### Cuartos de final
| 26 de junio de 2015 | Alemania                                       | 1:1 (1:1, 0:0) (t. s.)(5:4 p.) | Francia                                   | Estadio Olímpico, Montreal                                     |                                                                |
| 16:00 EDT (UTC−4)   | Šašić 84' (pen.)                               | Reporte                        | Nécib 64'                                 | Asistencia: 24 859 espectadores Árbitro(s): Carol-Anne Chenard | Asistencia: 24 859 espectadores Árbitro(s): Carol-Anne Chenard |
|                     |                                                | Tiros desde el punto penal     |                                           |                                                                |                                                                |
|                     | Behringer · Laudehr · Peter · Marozsán · Šašić |                                | Thiney · Abily · Nécib · Renard · Lavogez |                                                                |                                                                |

| 26 de junio de 2015 | China | 0:1 (0:0) | Estados Unidos | Estadio Lansdowne, Ottawa                                   |                                                             |
| 19:30 EDT (UTC−4)   |       | Reporte   | Lloyd 51'      | Asistencia: 24 141 espectadores Árbitro(s): Carina Vitulano | Asistencia: 24 141 espectadores Árbitro(s): Carina Vitulano |

| 27 de junio de 2015 | Australia | 0:1 (0:0) | Japón        | Estadio de la Mancomunidad, Edmonton                        |                                                             |
| 14:00 MDT (UTC−6)   |           | Reporte   | Iwabuchi 87' | Asistencia: 19 814 espectadores Árbitro(s): Kateryna Monzul | Asistencia: 19 814 espectadores Árbitro(s): Kateryna Monzul |

| 27 de junio de 2015                                                                 | Inglaterra              | 2:1 (2:1) | Canadá       | Estadio BC Place, Vancouver                                   |                                                               |
| 16:30 PDT (UTC−7)                                                                   | Taylor 11' · Bronze 14' | Reporte   | Sinclair 42' | Asistencia: 54 027 espectadores Árbitro(s): Claudia Umpiérrez | Asistencia: 54 027 espectadores Árbitro(s): Claudia Umpiérrez |
| Primera clasificación de Inglaterra a las semifinales de una Copa Mundial Femenina. |                         |           |              |                                                               |                                                               |

### Semifinales
| 30 de junio de 2015 | Estados Unidos                | 2:0 (0:0) | Alemania | Estadio Olímpico, Montreal                                |                                                           |
| 19:00 EDT (UTC−4)   | Lloyd 69' (pen.) · O'Hara 84' | Reporte   |          | Asistencia: 51 176 espectadores Árbitro(s): Teodora Albon | Asistencia: 51 176 espectadores Árbitro(s): Teodora Albon |

| 1 de julio de 2015 | Japón                                    | 2:1 (1:1) | Inglaterra          | Estadio de la Mancomunidad, Edmonton                            |                                                                 |
| 17:00 MDT (UTC−6)  | Miyama 33' (pen.) · Bassett 90+2' (a.g.) | Reporte   | Williams 40' (pen.) | Asistencia: 31 467 espectadores Árbitro(s): Anna-Marie Keighley | Asistencia: 31 467 espectadores Árbitro(s): Anna-Marie Keighley |

### Tercer puesto
| 4 de julio de 2015 | Alemania | 0:1 (0:0, 0:0) (t. s.) | Inglaterra           | Estadio de la Mancomunidad, Edmonton                    |                                                         |
| 14:00 MDT (UTC−6)  |          | Reporte                | Williams 108' (pen.) | Asistencia: 21 483 espectadores Árbitro(s): Ri Hyang-ok | Asistencia: 21 483 espectadores Árbitro(s): Ri Hyang-ok |

### Final
| 5 de julio de 2015 | Estados Unidos                              | 5:2 (4:1) | Japón                           | Estadio BC Place, Vancouver                                 |                                                             |
| 16:00 PDT (UTC−7) | Lloyd 3', 5', 16' · Holiday 14' · Heath 54' | Reporte   | Ōgimi 27' · Johnston 52' (a.g.) | Asistencia: 53 341 espectadores Árbitro(s): Kateryna Monzul | Asistencia: 53 341 espectadores Árbitro(s): Kateryna Monzul |
| Primera final repetida de la historia, y primera en hacerlo de forma consecutiva. Carli Lloyd convirtió el gol más rápido en una final; además es la primera en marcar un triplete. El autogol de Julie Johnston es el primero en una final de Copa Mundial Femenina. Es la mayor victoria de un equipo en una final, y es en la que más goles se han marcado. |                                             |           |                                 |                                                             |                                                             |

|                                    |
| Bandera de Estados Unidos          |
| Campeón Estados Unidos 3.er título |

## Estadísticas

### Tabla general

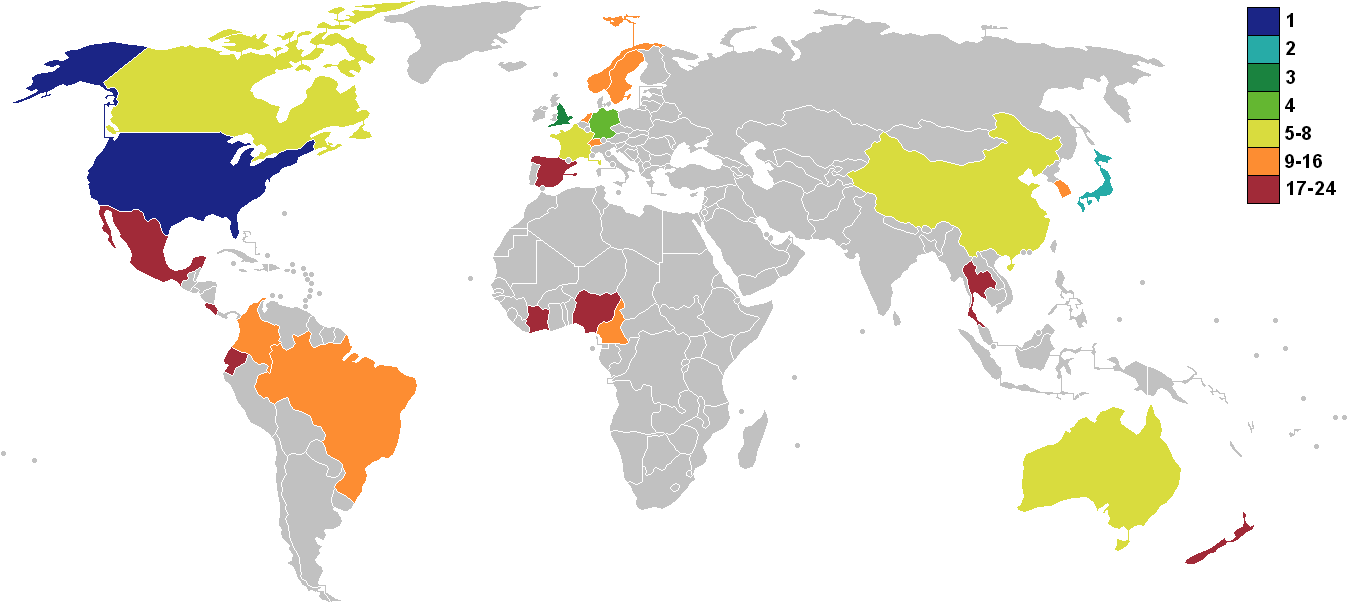
Mapa según los resultados del torneo.

| Pos. | Selección       | Pts. | PJ | PG | PE | PP | GF | GC | Dif. | Rend.  |
| ---- | --------------- | ---- | -- | -- | -- | -- | -- | -- | ---- | ------ |
| 1    | Estados Unidos  | 19   | 7  | 6  | 1  | 0  | 14 | 3  | 11   | 90,48% |
| 2    | Japón           | 18   | 7  | 6  | 0  | 1  | 11 | 8  | 3    | 85,71% |
| 3    | Inglaterra      | 15   | 7  | 5  | 0  | 2  | 10 | 7  | 3    | 71,43% |
| 4    | Alemania        | 11   | 7  | 3  | 2  | 2  | 20 | 6  | 14   | 52,38% |
| 5    | Francia         | 10   | 5  | 3  | 1  | 1  | 10 | 3  | 7    | 66,67% |
| 6    | Canadá          | 8    | 5  | 2  | 2  | 1  | 4  | 3  | 1    | 53,33% |
| 7    | Australia       | 7    | 5  | 2  | 1  | 2  | 5  | 5  | 0    | 46,67% |
| 8    | China           | 7    | 5  | 2  | 1  | 2  | 4  | 4  | 0    | 46,67% |
| 9    | Brasil          | 9    | 4  | 3  | 0  | 1  | 4  | 1  | 3    | 75%    |
| 10   | Noruega         | 7    | 4  | 2  | 1  | 1  | 9  | 4  | 5    | 58,33% |
| 11   | Camerún         | 6    | 4  | 2  | 0  | 2  | 9  | 4  | 5    | 50%    |
| 12   | Colombia        | 4    | 4  | 1  | 1  | 2  | 4  | 5  | −1   | 33,33% |
| 13   | Países Bajos    | 4    | 4  | 1  | 1  | 2  | 3  | 4  | −1   | 33,33% |
| 14   | Corea del Sur   | 4    | 4  | 1  | 1  | 2  | 4  | 8  | −4   | 33,33% |
| 15   | Suiza           | 3    | 4  | 1  | 0  | 3  | 11 | 5  | 6    | 25%    |
| 16   | Suecia          | 3    | 4  | 0  | 3  | 1  | 5  | 8  | −3   | 25%    |
| 17   | Tailandia       | 3    | 3  | 1  | 0  | 2  | 3  | 10 | −7   | 33,33% |
| 18   | Costa Rica      | 2    | 3  | 0  | 2  | 1  | 3  | 4  | −1   | 22,22% |
| 19   | Nueva Zelanda   | 2    | 3  | 0  | 2  | 1  | 2  | 3  | −1   | 22,22% |
| 20   | España          | 1    | 3  | 0  | 1  | 2  | 2  | 4  | −2   | 11,11% |
| 21   | Nigeria         | 1    | 3  | 0  | 1  | 2  | 3  | 6  | −3   | 11,11% |
| 22   | México          | 1    | 3  | 0  | 1  | 2  | 2  | 8  | −6   | 11,11% |
| 23   | Costa de Marfil | 0    | 3  | 0  | 0  | 3  | 3  | 16 | −13  | 0%     |
| 24   | Ecuador         | 0    | 3  | 0  | 0  | 3  | 1  | 17 | −16  | 0%     |

### Goleadoras
| Jugador            | Selección      | Goles | Minutos |
| ------------------ | -------------- | ----- | ------- |
| Célia Šašić        | Alemania       | 6     | 553     |
| Carli Lloyd        | Estados Unidos | 6     | 630     |
| Anja Mittag        | Alemania       | 5     | 474     |
| Eugénie Le Sommer  | Francia        | 3     | 399     |
| Fara Williams      | Inglaterra     | 3     | 637     |
| Marie-Laure Delie  | Francia        | 3     | 288     |
| Ramona Bachmann    | Suiza          | 3     | 360     |
| Gaëlle Enganamouit | Camerún        | 3     | 360     |
| Fabienne Humm      | Suiza          | 3     | 222     |
| Kyah Simon         | Australia      | 3     | 295     |
| Ada Hegerberg      | Noruega        | 3     | 360     |

### Asistentes
| Jugador             | Selección     | Asist. | Minutos |
| ------------------- | ------------- | ------ | ------- |
| Lena Goeßling       | Alemania      | 4      | 540     |
| Solveig Gulbrandsen | Noruega       | 3      | 294     |
| Lena Petermann      | Alemania      | 2      | 182     |
| Melanie Behringer   | Alemania      | 2      | 249     |
| Katherine Alvarado  | Costa Rica    | 2      | 266     |
| Anootsara Maijarern | Tailandia     | 2      | 266     |
| Ngozi Okobi         | Nigeria       | 2      | 270     |
| Kang Yu-mi          | Corea del Sur | 2      | 307     |
| Gabrielle Onguéné   | Camerún       | 2      | 334     |
| Ramona Bachmann     | Suiza         | 2      | 360     |
| Gaëlle Enganamouit  | Camerún       | 2      | 360     |
| Manon Melis         | Países Bajos  | 2      | 360     |
| Eugénie Le Sommer   | Francia       | 2      | 399     |
| Lisa De Vanna       | Australia     | 2      | 400     |
| Anja Mittag         | Alemania      | 2      | 474     |
| Simone Laudehr      | Alemania      | 2      | 559     |
| Aya Miyama          | Japón         | 2      | 630     |
| Fara Williams       | Inglaterra    | 2      | 637     |

## Premios y reconocimientos
Durante el transcurso y luego de la finalización del torneo, FIFA entrega premios individuales y colectivos, a las futbolistas y equipos participantes. Las candidatas al Balón de Oro, Guante de Oro y Mejor Jugadora Joven fueron anunciadas el 2 de julio de 2015. Las ganadoras fueron develadas luego de la final del torneo, que se jugó el 5 de julio de 2015.

### Jugadora del partido
Este es un premio individual concedido al término de cada uno de los 52 partidos de la competición a la mejor jugadora de cada encuentro. Oficialmente, es llamado «Jugadora Live Your Goals del partido».
| Fase de grupos – Fecha 1 | Fase de grupos – Fecha 1 | Fase de grupos – Fecha 2 | Fase de grupos – Fecha 2 | Fase de grupos – Fecha 3 | Fase de grupos – Fecha 3 | Fases eliminatorias  | Fases eliminatorias |
| Jugadora                 | Partido                  | Jugadora                 | Partido                  | Jugadora                 | Partido                  | Jugadora             | Partido             |
| ------------------------ | ------------------------ | ------------------------ | ------------------------ | ------------------------ | ------------------------ | -------------------- | ------------------- |
| Sophie Schmidt           | 1:0                      | Dzsenifer Marozsán       | 1:1                      | Melanie Leupolz          | 0:4                      | Anja Mittag          | 4:1                 |
| Lieke Martens            | 0:1                      | Li Dongna                | 1:0                      | Ada Hegerberg            | 1:3                      | Ren Guixin           | 1:0                 |
| Isabell Herlovsen        | 4:0                      | Orathai Srimanee         | 2:3                      | Manon Melis              | 1:1                      | Elise Kellond-Knight | 0:1                 |
| Anja Mittag              | 10:0                     | Erin Nayler              | 0:0                      | Annalie Longo            | 2:2                      | Amandine Henry       | 3:0                 |
| Ngozi Okobi              | 3:3                      | Lisa De Vanna            | 2:0                      | Aya Miyama               | 0:1                      | Erin McLeod          | 1:0                 |
| Gaelle Enganamouit       | 6:0                      | Ramona Bachmann          | 10:1                     | Gabrielle Onguéné        | 1:2                      | Karen Bardsley       | 1:2                 |
| Megan Rapinoe            | 3:1                      | Hedvig Lindahl           | 0:0                      | Julie Jonhston           | 0:1                      | Carli Lloyd          | 2:0                 |
| Aya Miyama               | 1:0                      | Aya Miyama               | 2:1                      | Elise Kellond-Knight     | 1:1                      | Mizuho Sakaguchi     | 2:1                 |
| Eugenie Le Sommer        | 1:0                      | Daniela Montoya          | 0:2                      | Amandine Henry           | 0:5                      | Nadine Angerer       | 1:1 (5:4)           |
| Raquel Rodríguez Cedeño  | 1:1                      | Andressa Alves           | 1:0                      | Fara Williams            | 2:1                      | Carli Lloyd          | 0:1                 |
| Nayeli Rangel            | 1:1                      | Fran Kirby               | 2:1                      | Andressa Machry          | 0:1                      | Rumi Utsugi          | 0:1                 |
| Formiga                  | 2:0                      | Cristin Granados         | 2:2                      | Ji So-yun                | 2:1                      | Steph Houghton       | 2:1                 |
|                          |                          |                          |                          |                          |                          | Carli Lloyd          | 2:0                 |
|                          |                          |                          |                          |                          |                          | Saori Ariyoshi       | 2:1                 |
|                          |                          |                          |                          |                          |                          | Karen Bardsley       | 0:1                 |
|                          |                          |                          |                          |                          |                          | Carli Lloyd          | 5:2                 |

### Balón de oro
El Balón de Oro Adidas es entregado a la mejor jugadora de la Copa Mundial Femenina de la FIFA Canadá 2015™. La elección es tomada de acuerdo a una clasificación elaborada por el Grupo de Estudio Técnico de la FIFA. Con el Balón de Plata y con el Balón de Bronce se premian a la segunda y tercera mejor jugadora del torneo. El Balón de Oro lo ganó la estadounidense Carli Lloyd. Por su parte, la francesa Amandine Henry y la japonesa Aya Miyama fueron galardonadas, respectivamente, con el de Plata y el de Bronce.
| Premio          |  | Jugadora       | Selección      |
| --------------- |  | -------------- | -------------- |
| Balón de Oro    |  | Carli Lloyd    | Estados Unidos |
| Balón de Plata  |  | Amandine Henry | Francia        |
| Balón de Bronce |  | Aya Miyama     | Japón          |

### Premio a la Jugadora Joven
El premio Hyundai a la Jugadora Joven fue entregado a la mejor jugadora que haya nacido el 1 de enero de 1995 o después de esa fecha, de acuerdo al Grupo de Estudio Técnico de la FIFA. La ganadora fue la canadiense Kadeisha Buchanan.
| Premio                           |  | Jugador           | Selección |
| -------------------------------- |  | ----------------- | --------- |
| Premio a la mejor jugadora joven |  | Kadeisha Buchanan | Canadá    |

### Bota de Oro
La Bota de Oro Adidas es entregado a la mayor goleadora del torneo. Para escoger a la ganadora, se toman en cuenta, en orden, los goles anotados, las asistencias de goles realizadas y, finalmente, la menor cantidad de minutos jugados (y, por lo tanto, mayor efectividad). El premio fue ganado por la alemana Célia Šašić, que anotó seis goles y completó una asistencia en 553 minutos. La Bota de Plata la obtuvo la estadounidense Carli Lloyd, que logró la misma marca pero en 630 minutos jugados. Y finalmente, la Bota de Bronce fue para la alemana Anja Mittag.
| Premio         |  | Jugadora    | Selección      | Goles | Asistencias | Minutos |
| -------------- |  | ----------- | -------------- | ----- | ----------- | ------- |
| Bota de Oro    |  | Célia Šašić | Alemania       | 6     | 1           | 553     |
| Bota de Plata  |  | Carli Lloyd | Estados Unidos | 6     | 1           | 630     |
| Bota de Bronce |  | Anja Mittag | Alemania       | 5     | 2           | 474     |

### Mejor portera
El Guante de Oro Adidas es entregado a la mejor arquera del certamen. Es otorgado por un Grupo de Estudio Técnico de la FIFA, basándose en las actuaciones a lo largo de la competencia. Por segunda vez consecutiva, fue ganado por Hope Solo, portera de la selección de Estados Unidos.
| Premio        |  | Jugadora  | Selección      |
| ------------- |  | --------- | -------------- |
| Guante de Oro |  | Hope Solo | Estados Unidos |

### Juego limpio
El Premio al Juego Limpio de la FIFA es otorgado por la FIFA al equipo que acumule menos faltas, menos tarjetas amarillas y rojas, así como el mayor respeto hacia el árbitro, hacia los rivales y hacia el público. Todos estos aspectos son evaluados a través de un sistema de puntos y criterios establecidos por el reglamento de la competencia.
| Premio                            | Selección |
| --------------------------------- | --------- |
| Premio al Juego Limpio de la FIFA | Francia   |

### Equipo estelar
Equipo ideal, formado por 23 jugadoras, elegidas por el Grupo de Estudios Técnicos de la FIFA.
| Porteras                                | Defensoras                                                                                                  | Mediocampistas                                                                                        | Delanteras                                                                            |
| --------------------------------------- | --- | --- | ------------------------------------------------------------------------------------- |
| Nadine Angerer Hope Solo Karen Bardsley | Saori Ariyoshi Lucy Bronze Wendie Renard Kadeisha Buchanan Steph Houghton Julie Johnston Meghan Klingenberg | Amandine Henry Rumi Utsugi Mizuho Sakaguchi Anja Mittag Elise Kellond-Knight Aya Miyama Megan Rapinoe | Élodie Thomis Célia Šašić Eugénie Le Sommer Carli Lloyd Ramona Bachmann Lisa De Vanna |

### Gol del Torneo
Mediante una votación entre los usuarios registrados en la página web FIFA.com, se eligió el mejor gol del torneo.
| Jugadora         | Selección      | Rival          | Minuto | Resultado parcial | Resultado final |
| ---------------- | -------------- | -------------- | ------ | ----------------- | --------------- |
| Carli Lloyd      | Estados Unidos | Japón          | 16'    | 4:0               | 5:2             |
| Daniela Montoya  | Colombia       | México         | 82'    | 1:1               | 1:1             |
| Lucy Bronze      | Inglaterra     | Noruega        | 76'    | 2:1               | 2:1             |
| Holiday          | Estados Unidos | Japón          | 14'    | 3:0               | 5:2             |
| Lieke Martens    | Países Bajos   | Nueva Zelanda  | 33'    | 1:0               | 1:0             |
| Lisa De Vanna    | Australia      | Estados Unidos | 27'    | 1:1               | 1:3             |
| Maren Mjelde     | Noruega        | Alemania       | 61'    | 1:1               | 1:1             |
| Amandine Henry   | Francia        | México         | 80'    | 5:0               | 5:0             |
| Mizuho Sakaguchi | Japón          | Países Bajos   | 78'    | 2:0               | 2:1             |
| Ramona Bachmann  | Suiza          | Ecuador        | 61'    | 7:0               | 10:1            |

### Once Ideal
Equipo del torneo, según las votaciones de los usuarios de FIFA.com entre el 10 de junio y el 6 de julio de 2015.
| Portera   | Defensoras                                                 | Mediocampistas                       | Delanteras                          | Entrenadora |
| --------- | ---------------------------------------------------------- | ------------------------------------ | ----------------------------------- | ----------- |
| Hope Solo | Julie Johnston Ali Krieger Kadeisha Buchanan Wendie Renard | Megan Rapinoe Aya Miyama Carli Lloyd | Alex Morgan Célia Šašić Anja Mittag | Silvia Neid |

## Clasificación de UEFA a losJuegos Olímpicos de Río de Janeiro 2016
La Copa Mundial Femenina de 2015 fue la vía de clasificación al Torneo Olímpico de fútbol femenino de los Juegos Olímpicos de Río 2016 para las selecciones de la UEFA. Un total de ocho equipos europeos participaron en el certamen mundialista, de los cuales siete podían acceder al certamen olímpico (Inglaterra no era elegible, al no ser miembro del Comité Olímpico Internacional). Entre ellos, se definirían los tres cupos a las Olimpíadas.
Alemania (cuarto lugar) y Francia (cuartofinalista), obtuvieron las dos primeras plazas. El tercer y último cupo fue definido mediante un cuadrangular simple entre las selecciones eliminadas en octavos de final.
| Pos. | Selección               | F.  | Pts. | PJ | PG | PE | PP | GF | GC | Dif. |
| ---- | ----------------------- | --- | ---- | -- | -- | -- | -- | -- | -- | ---- |
| 1    | Inglaterra (inelegible) | 3.º | 15   | 7  | 5  | 0  | 2  | 10 | 7  | 3    |
| 2    | Alemania                | 4.º | 11   | 7  | 3  | 2  | 2  | 20 | 6  | 14   |
| 3    | Francia                 | CF  | 10   | 5  | 3  | 1  | 1  | 10 | 3  | 7    |
| 4    | Noruega                 | OF  | 7    | 4  | 2  | 1  | 1  | 9  | 4  | 5    |
| 5    | Países Bajos            | OF  | 4    | 4  | 1  | 1  | 2  | 3  | 4  | −1   |
| 6    | Suiza                   | OF  | 3    | 4  | 1  | 0  | 3  | 11 | 5  | 6    |
| 7    | Suecia                  | OF  | 3    | 4  | 0  | 3  | 1  | 5  | 8  | −3   |
| 8    | España                  | FG  | 1    | 3  | 0  | 1  | 2  | 2  | 4  | −2   |

|  | Clasificados a los Juegos Olímpicos de 2016. |
|  | Disputaron el Torneo de clasificación.       |

### Torneo de clasificación a los Juegos Olímpicos de 2016
Las cuatro selecciones eliminadas en los octavos de final de la Copa Mundial Femenina de la FIFA 2015 (Noruega, Países Bajos, Suecia y Suiza) se enfrentaron en un cuadrangular, bajo el sistema de todos contra todos a una sola rueda, entre el 2 y 9 de marzo de 2016 en las ciudades neerlandesas de Róterdam y La Haya.
| Selección    | Pts. | PJ | PG | PE | PP | GF | GC | Dif. |
| ------------ | ---- | -- | -- | -- | -- | -- | -- | ---- |
| Suecia       | 7    | 3  | 2  | 1  | 0  | 3  | 1  | 2    |
| Países Bajos | 4    | 3  | 1  | 1  | 1  | 6  | 8  | −2   |
| Noruega      | 3    | 3  | 1  | 0  | 2  | 5  | 4  | 1    |
| Suiza        | 3    | 3  | 1  | 0  | 2  | 5  | 6  | −1   |

### Clasificados a losJuegos Olímpicos de Río de Janeiro 2016
| Bandera de Alemania | Bandera de Francia | Bandera de Suecia |
| Alemania            | Francia            | Suecia            |